# Mankarga-Traditionnel
Pour les articles homonymes, voir Mankarga.
Mankarga-Traditionnel est une commune rurale située dans le département de Boudry de la province du Ganzourgou dans la région du Plateau-Central au Burkina Faso.

## Économie
Les activités économiques principales de Mankarga-Traditionnel sont l'agriculture et l'élevage.

## Santé et éducation
Le centre de soins le plus proche de Mankarga-Traditionnel est le centre de santé et de promotion sociale (CSPS) de Mankarga-V6 tandis que le centre médical avec antenne chirurgicale (CMA) le plus proche se trouve à Zorgho.